# Triosk
Triosk fue un grupo de jazz contemporáneo, formado en Sídney, Australia, en 2001 y disuelto en 2007. Aunque en su origen recogían elementos estrictamente jazzísticos, su sonido se consolidó con un carácter fuertemente electrónico, influida además por la música concreta, incluyendo el uso de loops, hisses y crackles.

## Historial
Publicaron tres álbumes: 1+3+1, en 2003 (en colaboración con el artista electrónico germano Jan Jelinek, en el sello berlinés "~scape)"; Moment Returns, en 2004, y The Headlight Serenade, en 2006, ambos publicados por The Leaf Label.
La banda estaba integrada por:
- Adrian Klumpes (piano, piano eléctrico, sampler)
- Ben Waples (bajo eléctrico y contrabajo)
- Laurence Pike (batería, percusión, programación)

Laurence Pike es también miembro de las banda de rock experimental PVT (Warp Records) y Roam the Hello Clouds, además de haber grabado y girado con Flanger, Savath and Savalas, Jack Ladder, Qua y el jazzista Mike Nock. Por su parte, Adrian Klumpes ha grabado un disco en solitario llamado Be Still, para el sello The Leaf Label, a finales de 2006. Tanto Moment Returns como Headlight Serenade, fueron co-producidos por Richard Pike, de la banda australiana Pivot.

## Discografía
| Año  | Título                 | sello          |
| 2003 | 1+3+1 con Jan Jelinek  | ~scape         |
| 2004 | Moment Returns         | The Leaf Label |
| 2006 | The Headlight Serenade | The Leaf Label |